# Biały Potok (dopływ Młynisk)
Biały Potok – potok, prawostronny dopływ Młynisk o długości 4,49 km, powierzchni zlewni 3,256 km² i średnim spadku 12%.
Potok płynie Doliną Białego w Tatrach Zachodnich. Ma dwa źródłowe cieki, spływające dwoma górnymi odnogami Doliny Białego. Lewy ciek wypływa ze źródła na wysokości 1400 m pod Suchym Wierchem i spływa Doliną Suchą – zachodnią odnogą Doliny Białego. Na odcinku do Polany Białego jest to ciek okresowy; woda stale płynie tylko w skalnych partiach koryta, zanika natomiast w miejscach wypełnionych rumowiskiem. W okolicach Polany Białego, gdzie występują łupki, jest to już potok stały, zasilany kilkoma źródłami i niewielkimi ciekami. Poniżej polany potok zmienia bieg z północnego na wschodni i przełamuje się przez dolomitowe skały pomiędzy turniami Zawieszka i Igła. Dolina ma tutaj charakter kanionu, a w korycie potoku występują progi o wysokości 2–3 m i skalne rynny. Woda rozdziela się na kilka strug.
Drugi ciek wypływa ze źródła znajdującego się na wysokości 1420 m pod Wrótkami i spływa wschodnią odnogą doliny – Żlebem pod Wrótka. Górny jego odcinek to skalne koryto o szerokości do 3 m, miejscami zawalone skalnym rumoszem. Niewielkie ilości wody pojawiają się tylko w skalnych odcinkach na progach. Większa ilość wody występuje dopiero po zasileniu ciekiem spływającym spod Przełęczy Białego oraz z przykorytowych źródeł wybijających na wysokości 1060–1040 m.

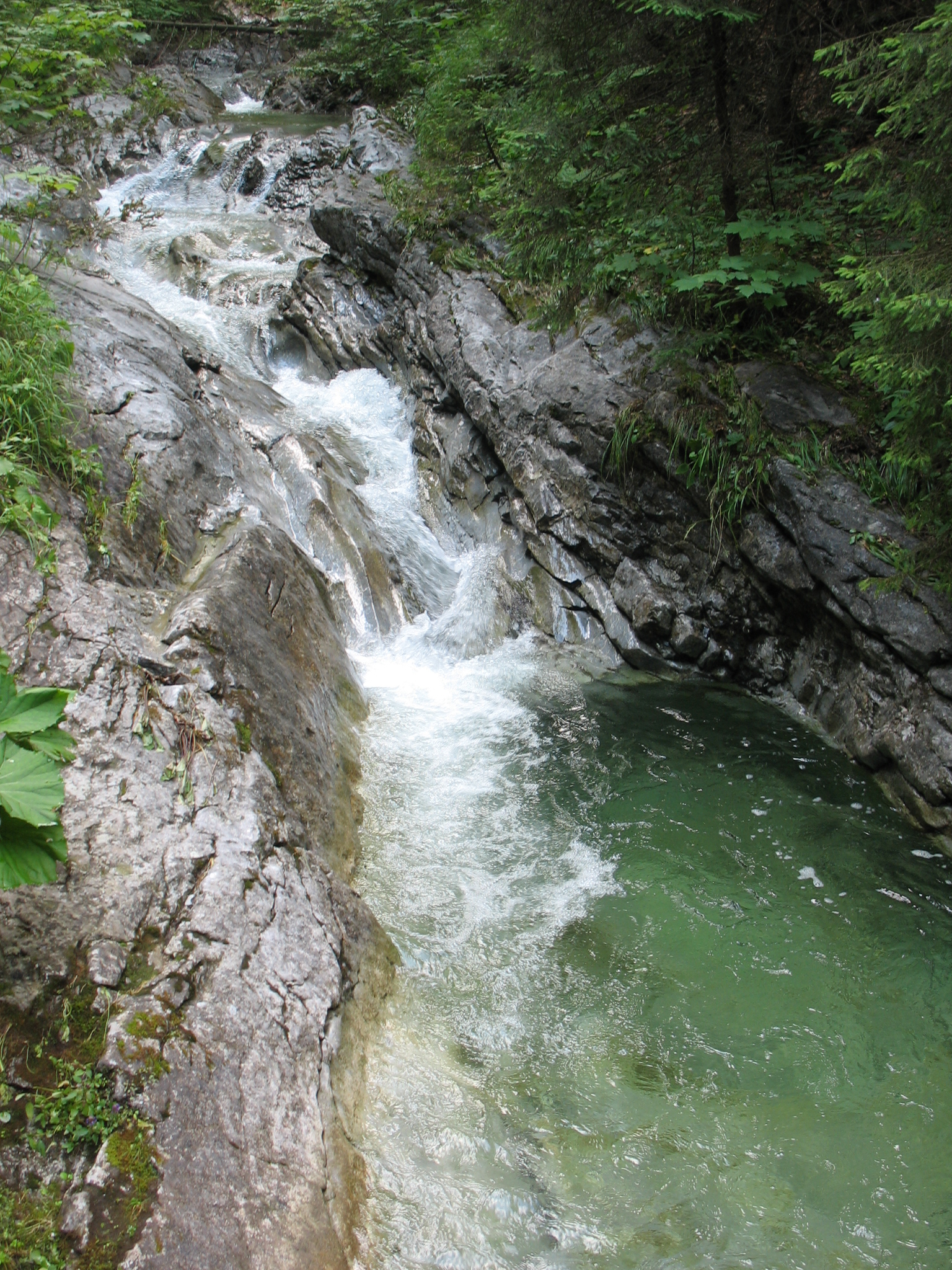
Jeden z wodospadów

Obydwa cieki łączą się ze sobą na wysokości 1080 m. Od tego miejsca potok spływa z dużym spadkiem w kierunku północnym korytem mającym postać wąskiej rynny wyrzeźbionej w dolomitowym podłożu. Poniżej tego podłoża koryto rozszerza się do 3–4 m i pojawiają się w nim progi o wysokości do 1,5 m. Na wysokości około 1000 m zasilany jest ciekiem spływającym dnem Siwarowego Żlebu. Niżej nie ma już żadnych stałych dopływów. Przy wylocie z Doliny Białego dokonuje przełomu między skałami Korycisk i Kazalnicy. Jego koryto w tym miejscu ma postać wąskiej rynny z progiem o kilkumetrowej wysokości. Pod progiem tym w końcowej części swojego biegu potok ma już niewielki spadek. Średni spadek w części tatrzańskiej wynosi 21,2%. Opuszcza Tatry na wysokości 913 m i wpływa do Rowu Podtatrzańskiego. Spadek na odcinku pozatatrzańskim wynosi 2,6%. Na odcinku od Tatr do ujścia potok płynie korytem wyżłobionym w materiale akumulacyjnym, w którym gubi około 40% swojej wody. Pomiar przepływu wykonany 17 sierpnia 1956 r. u wylotu z Tatr wykazał przepływ 87 l/s, a w tym samym czasie przed ujściem do potoku Młyniska 35 l/s.
Po wypłynięciu z Doliny Białego potok płynie przez Zakopane przez Las Białego, osiedle Żywczańskie i w okolicy ul. Orkana wpada od prawej strony do potoku Młyniska.
Przy potoku prowadzi żółty szlak turystyczny od Drogi pod Reglami do Ścieżki nad Reglami; czas przejścia: 60 min, ↓ 45 min